# Fagerstrand
Fagerstrand (Nederlands: mooi strand) is een plaats in de Noorse gemeente Nesodden, in de provincie Akershus. De plaats ligt ten zuiden van Oslo. Fagerstrand telt 1973 inwoners (2007).